# Throwley
Throwley – wieś w Anglii, w hrabstwie Kent, w dystrykcie Swale. Leży 23 km na wschód od miasta Maidstone i 74 km na wschód od centrum Londynu.